# بولوار د کاپوسین
بولوار د کاپوسین (انگلیسی: Boulevard des Capucines) تابلوی نقاشی رنگ روغن بر روی بوم کرباس از هنرمند نقاش فرانسوی کلود مونه است که در میان سال‌های ۱۸۷۳ تا ۷۴ خلق شد. این اثر هنری امروزه در موزه هنر نلسون اتکینز قرار دارد.